# Djalayir

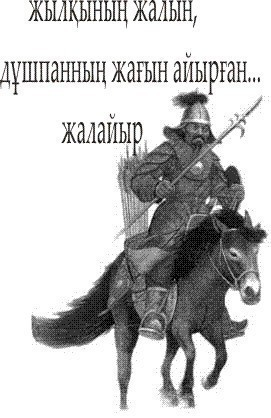

Le peuple des Djalayir (mongol : Жалайр (Jalayr), kazakh : Жалайыр/Jalayır) est, d'après l’Histoire universelle de Rashid al-Din, l'un des peuples mongoles Darliqin. Après la conquête mongole au XIIIe siècle, les Djalayirs s'éparpillèrent à travers l’Asie Centrale et le Moyen-Orient. Ils constituent l'un des groupes fondateurs des Khalkhas de l'actuelle Mongolie. Il y a aussi de petits groupes de Djalayirs en Mongolie-Intérieure (Chine du Nord). Les Djalayirs qui s'étaient établis en Asie Centrale sous les règnes des descendants du fils aîné de Genghis Khan finirent par adopter la langue turque. On les trouve mêlés aux Kazakhs de la Grande jüz, aux Ouzbeks (particulièrement dans le sud du Tadjikistan et en Afghanistan), aux Karakalpaks et aux Kirghizes. Les Djalayirs qui se sont établis en Iran, en Irak et en Afghanistan ont fondé le Sultanat djalayiride en 1330, lequel fut conquis par les Turkmènes Qara Qoyunlu en 1432. Il y eut aussi jusqu'au XIXe siècle de puissantes familles Djalayir dans le Khorasan, en Iran, ainsi que dans l'Empire moghol.

## Ethnogenèse
Le mot « Djalayir » (~ Y’yalaïr) pourrait être la prononciation mongole du nom turc des souverains régnants du second khanat ouïghour (758-843), les Yaglakar ou yala er. La maison princière des Yaglakar (Chinois 藥羅葛/药罗葛 = Yaoluoge) gouvernait les dix ulus (peuples état) ouïghoures de la confédération Tokuz-Oguz.
Les Djalayirs ne sont sans doute pas distincts des Tchaladi mentionnés par les sources chinoises en 910. Ils se révoltèrent contre les souverains Khitans en 1014 et furent décimés lors de la répression qui s'ensuivit. Les survivants rallièrent alors les mongoles et défirent à leur tour les Bordjiguines. Mais le khan Qaïdu finit par les soumettre et les repoussa définitivement vers les steppes mongoles vers 1060.
Les Djalayirs forment l'un des trois premiers peuples de la confédération Khamag conclue au XIIe siècle. Les Djalayirs, sous le commandement du khan Muqali, aidèrent Genghis Khan à étendre son empire. Durant l’invasion mongole de la Chorasmie en 1219-1223, les hordes de Muqali combattirent en Chine du Nord. À la cour des Grands Khans, les aristocrates djalayir tinrent les plus hauts offices : chambellan, chancelier, précepteur ou conseiller impérial. Genghis Khan accorda à son fils Djaghataï (khan) en Turkestan une garde personnelle de 1000 hommes commandés par le Djalayir Moqe noyan. Une partie des Djalayir rejoignit la Horde d'or.

## À la conquête de l'Asie centrale
Lorsque le khan Möngke ordonna à son frère Houlagou Khan de conquérir le Califat abbasside, les Ayyoubides de Syrie et les Mamelouks d’Égypte en 1252, les Djalayirs lui fournirent un fort contingent. Leur général Kok-Elege participa aux sièges de forteresses perses et arabes entre 1256 et 1261 et à la bataille contre le général de Berke, le khan Nogaï, en 1262.
Sous le règne des successeurs de Genghis Khan, les descendants du général Muqali héritèrent de son titre de gouverneur de la Chine du Nord et firent de la région un centre du Confucianisme pour la dynastie koubilaïde des Yuan (1271–1368). Les Djalayirs étaient proches des Grands Khans de Chine et des Ilkhanides d’Iran. Chez les Ilkhanides, le Djalayir Buqa se souleva contre l’autorité d’Ahmad Teküder et tenta, en 1284, de porter au trône le petit-fils de Houlagou, Arghun. Son complot fut éventé, et son protégé ne s’empara du pouvoir qu’ensuite. À la mort du khan Qazan (r. 1343-1346), le khanat Tchagataï fut déchiré entre divers clans nomades turco-mongols : les Djalayir dans le nord, les Arlat dans l’Ouest, les Barlas au centre de la région, les Qara'unas et les Qa'utchin au sud-ouest et les Duglats à l’est. Entretemps, Hasan Buzurg fondait la Dynastie djalayiride et tâcha d’unifier les états Turco-Mongols au nom de ses vassaux d’Irak et de Perse occidentale, qui avaient sombré dans le chaos politique depuis la mort de l’Ilkhanide Abu Saïd Bahadur en 1336. Lorsque Tamerlan ravagea le royaume du Djalayiride Ahmad Ier (1383–1410), les Djalayirs d’Asie centrale formaient l’un des principaux clans, tant dans l’Empire timouride que dans le Mogholistan. Quant aux Jalayirides de Perse, ils furent finalement renversés par les Turcs de Qara Qoyunlu en 1432. Les Djalayirs d’Asie centrale, au contraire, parvinrent à maintenir leur indépendance encore deux siècles.
Au XVIe siècle, les Djalayirs jouaient encore un rôle important dans la politique mongole en Asie centrale et orientale. Ils formèrent l’un des 14 clans du toumen Khalkha, et Gersendji, le fils de Dayan Khan, est surnommé « prince des Djalayirs » (« Gersendji le Djalaïde ») dans les chroniques mongoles.

## Les Djalayirs auXXesiècle

### Iran
Les Djalayirs déportés dans le Khorassan par Tamerlan comptaient 400 familles. Ils ont fondé la ville de Kalat-i-nadiri.
Jusqu'à la fin du XIXe siècle, Kalat-i-nadiri était gouvernée par un seigneur djalayir, qui défendait la citadelle en tant que vassal de la Perse. Sous le règne de Nâdir Châh, les Djalayirs prirent le pouvoir et accaparèrent les plus hauts postes au sein du gouvernement et de l'armée :
- Qasem Ali Khan - général sous le règne de Nâdir Châh.
- Subedar Khan - général sous le règne de Nâdir Châh.
- Zal Khan - général sous le règne de Shâhrokh Châh[3].

Gouverneurs héréditaires de la place de Kalat-i-nadiri :
- Tahmasp Qoli Khan - vizir et gouverneur militaire sous le règne de Nâdir Châh.
- Yousef Ali Khan - vizir et gouverneur militaire sous le règne de Shâhrokh Châh.
- Fath Ali Khan[4]
- Yalangtush Khan I (mort en 1826) - fils de Fath Ali Khan, sous le règne de Fath Ali Shah Qajar
- Sayd Mohammad Khan - fils de Fath Ali Khan et frère de Yalangtush Khan I, sous le règne de Fath Ali Shah Qajar
- Le fils de Yalangtush Khan (mort en 1883)
- Yalangtush Khan II (qui régna entre 1883 et 1885)

### Inde
Des Djalayirs servirent l'Empire moghol comme fonctionnaires.

### Mongolie
Les Djalayir forment l'une des composantes des Khalkha de Mongolie. De nos jours, ils forment aussi un clan et l'une des bannières des confédérations de Jirim et d’Ordos ainsi que parmi les Mongols Tchahar de Mongolie-Intérieure.

### ex-URSS
Les Djalayirs cohabitent avec les Kazakhs du Grand juz, les Ouzbeks (particulièrement dans le sud du Tadjikistan et en Afghanistan), les Karakalpaks et les Kirghizes.

## Genealogie
- Telegetü, (v.1120 - ?);
  - Gü'ün U'a, (v.1145 - ap.1197);
    - N, (v.1166 - ?);
    - N, (v.1168 - ?);
    - Muqali, (v.1170 - 1223);
      - Bo'ol, (1197 - 1228);
        - Tas, (1212 - 1239);
          - Sikdür, (v.1235 - ?);
            - Chidu Temur, (v.1260 - ?);
              - Baoke, (v.1280 - ?)
                - Daotong, (v.1300 - ?);

        - Su'uncaq, (v.1214 - ?);
          - Qurimci, (v.1235 - ?);
          - Nayan, (v.1236 - ?);
            - Shide, (v.1260 - ?);
              - Berkhtömör, (v.1285 - ?);
                - Dorjeban, (1315 - 1354);
                  - Tögstömör, (v.1335 - ?);
                  - Dujyantömör, (v.1340 - ?);

            - Bayanchar, (v.1260 - ?);

          - Seng'ü, (v.1241 - 1284);
            - Sidi, (v.1260 - ?);
              - Toyon, (v.1285 - ?);

          - Sarban, (v.1243 - ?);
            - Toqto, (v.1264 - 1307);
              - Dorji, (v.1304 - 1355);
                - Dosman temür, (v.1325 - ?);
                - Emmgeširi, (v.1330 - ?);

        - Ba'atur, (v.1216 - 1261);
          - Hotung, (v.1240 - ?);
          - Antong, (1245 - 1293);
            - Udurdai, (1271 - 10/1/1302);
              - Baizhu, (1298 - 4/9/1323);
                - Dulin Bai, (v.1320 - ?);

          - Ne, (v.1248 - ?), épouse de Bayan des Ba'arin;

        - Bai Inal, (v.1220 - ?);
          - Husuhuer, (v.1245 - ?);
            - Naimantai, (v.1270 - 1348);
              - Huangwuer Buhua, (v.1295 - ?);
              - Yexianpuhua, (v.1300 - ap.1368);
                - Nahachu, (v.1320 - 31/8/1388);
                  - Chahan, (v.1345 - 1393);
                  - Yekelichi, (v.1350 - ap.1393);

          - Dorotai, (v.1250 - ?);

        - Emegen, (v.1221 - ?);
        - Ebügen, (v.1222 - ?);
        - Arkil, (v.1225 - ?);

    - Buqa, (v.1172 - ?);
    - Dayisun, (v.1174 - ap.1225);
      - Möngke, (v.1200 - ?)
        - Tatardai, (v.1234 - v.1276);
          - Zhibi, (v.1251 - 1301);
          - Tubu Shen, (v.1255 - v.1306);
            - Bu Laochi, (v.1275 - ?);
            - Tashi Tuoyin, (v.1280 - ?);
            - Alu Hui, (v.1282 - ?);
            - Wanchebuha, (v.1284 - ?);
            - Liuchuma, (v.1286 - ?);

      - Tümetei, (v.1210 - ?);
        - J̌arγu, (v.1240 - ?);
        - Qutluq, (v.1247 - 6/1/1306);

  - Cila'un Qayici, (v.1150 - ?);
    - Töngge, (v.1170 - ?);
    - Qasi, (v.1175 - ?);

  - Jebke, (v.1150 - ?);